# Calesia rufipalpis
Calesia rufipalpis är en fjärilsart som beskrevs av Walker 1858. Calesia rufipalpis ingår i släktet Calesia och familjen nattflyn. Inga underarter finns listade i Catalogue of Life.